# Битва при Джаррабе

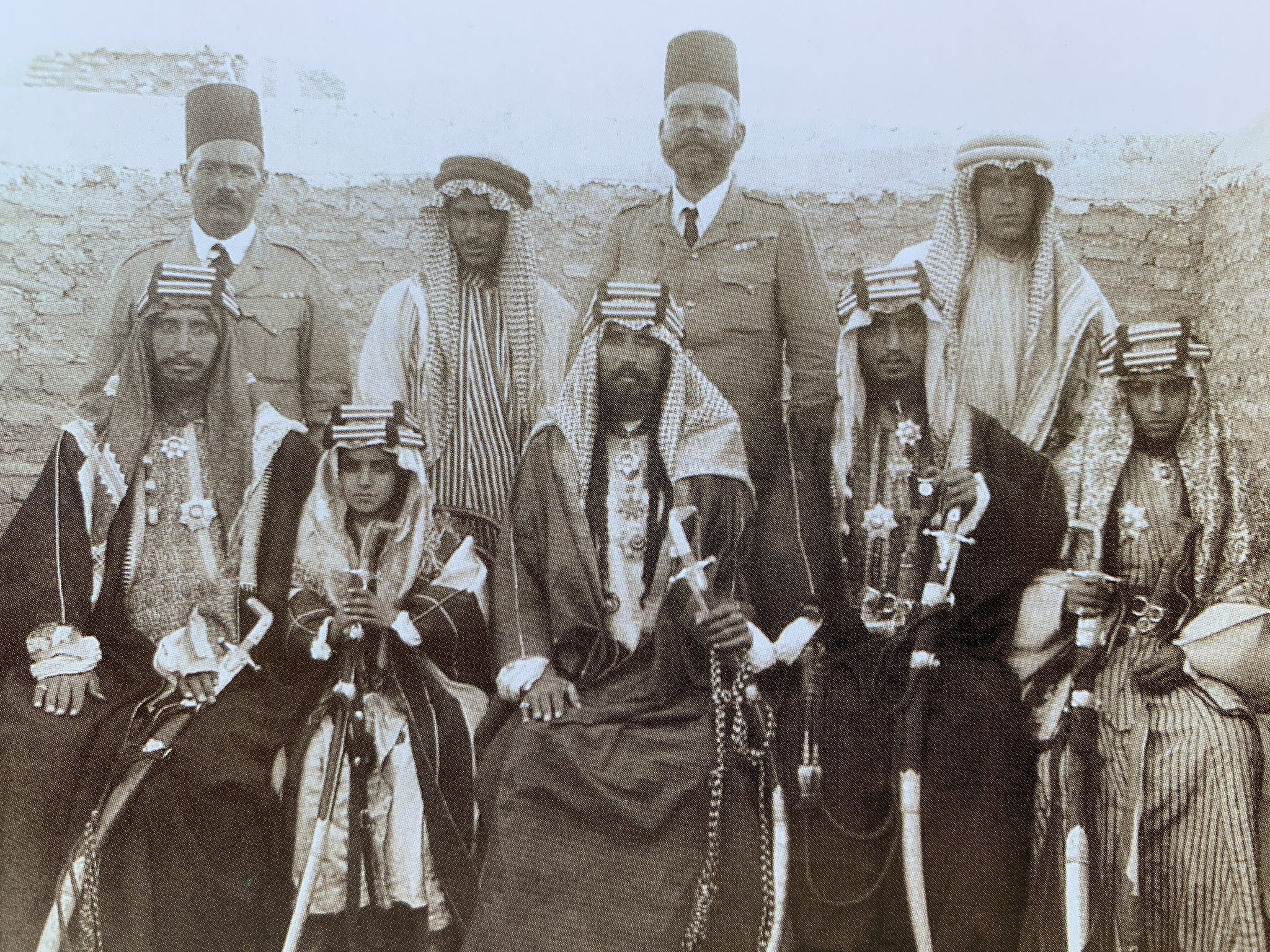
Фото бойцов Джебель-Шаммар

в ходе Первой мировой войны произошла Битва при Джаррабе до этого у  Джебель-Шаммар была война уже про самоу битву мало что  известно то что Джебель-Шаммар победила предыстория :

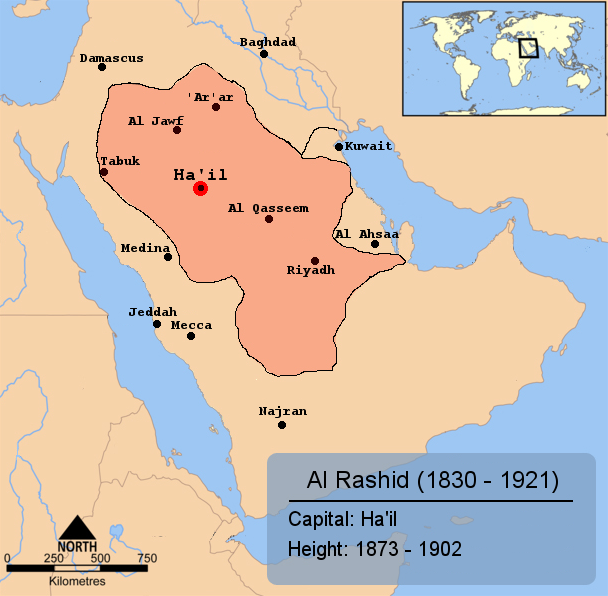
Карта Джебель-Шаммар

1. ↑  Битва при Джарте // Википедия. — 2024-10-16.
2. ↑  Джебель-Шаммар // Википедия. — 2025-02-20.

## Ход битвы
1. ↑  Фейсал ибн Турки ибн Абдаллах Аль Сауд // Википедия. — 2025-07-16.

В ходе жестоких боёв за озера и за город  Джебель-Шаммар удалось выбить британцев и саудовцев с свои территории  

## потери
британская империя и Саудовская Аравия: 600 убитых и офицер погиб( Уильям Шекспир) Джебель-Шаммар: малочисленные
1. ↑  Джебель-Шаммар // Википедия. — 2025-02-20.
2. ↑  Фейсал ибн Турки ибн Абдаллах Аль Сауд // Википедия. — 2025-07-16.